# François Guazzelli
François Guazzelli (né le 4 novembre 1954, mort le 15 novembre 2009), surnommé Francis, est, avec ses frères, un des piliers du Gang de la Brise de mer.

## Parcours
Fiché au grand banditisme depuis les années 1980, il était considéré, avec ses frères, Ange et Paul, comme des figures du Gang de la Brise de Mer. Francis Guazzelli n'a jamais été lourdement condamné pour ses agissements. Il avait été entendu fin septembre dans le cadre d'une enquête de la JIRS (Juridiction interrégionale spécialisée) de Marseille dans le cadre sur des affaires de blanchiment d'argent touchant le secteur des jeux. Les enquêteurs le soupçonnaient d'en être le pivot.

## Assassinat
François Guazzelli circulait sur la départementale 506 en direction de La Porta, village où réside sa famille, lorsqu'il a été pris sous le feu nourri d'un ou plusieurs tireurs embusqués. Son véhicule 4x4 a quitté la route et a plongé dans le ravin. Des voisins ont alerté les pompiers pensant à un accident. Les pompiers ont découvert le corps criblé de balles. « Visiblement, il devait être attendu » a déclaré à la presse le procureur de la république Jean-Jacques Fagni. Les sources indiquèrent que la victime n'était pas armée. Il s'agissait du cinquième assassinat en deux ans contre des membres supposés du Gang de la Brise de mer.